# دانشکده مهندسی شیمی، نفت و گاز دانشگاه شیراز
دانشکدهٔ مهندسی شیمی، نفت و گاز دانشگاه شیراز در سال ۱۳۸۸ به‌طور رسمی آغاز به کار کرد. گروه مهندسی شیمی این دانشکده که از اولین بخش‌های مهندسی شیمی کشور به‌شمار می‌رود، در سال ۱۳۴۳ تأسیس شد. با وسعت فعالیت͏‌های آموزشی و پژوهشی و تشکیل گروه͏‌های مهندسی نفت و مهندسی گاز، دانشکده مهندسی شیمی، نفت و گاز دانشگاه شیراز در سال ۱۳۸۸ ایجاد گردید.

## پایلوت تولید الکل
پس از شیوع ویروس کرونا و کمبود مواد ضدعفونی، تصمیم گرفته شد یک خط تولید برای الکل در این دانشکده راه‌اندازی شود. سرانجام در ۲۱ اردیبهشت ۱۳۹۹ پایلوت تولید الکل در دانشکدهٔ مهندسی شیمی، نفت و گاز راه‌اندازی شد.